# ایوانووو (استان روسه)
ایوانووو (به بلغاری: Ivanovo) یک منطقهٔ مسکونی در بلغارستان است که در استان روسه واقع شده‌است.
 ایوانووو  ۹۲۱ نفر جمعیت دارد و ۴۵ متر بالاتر از سطح دریا واقع شده‌است.